# 芋ケンピ

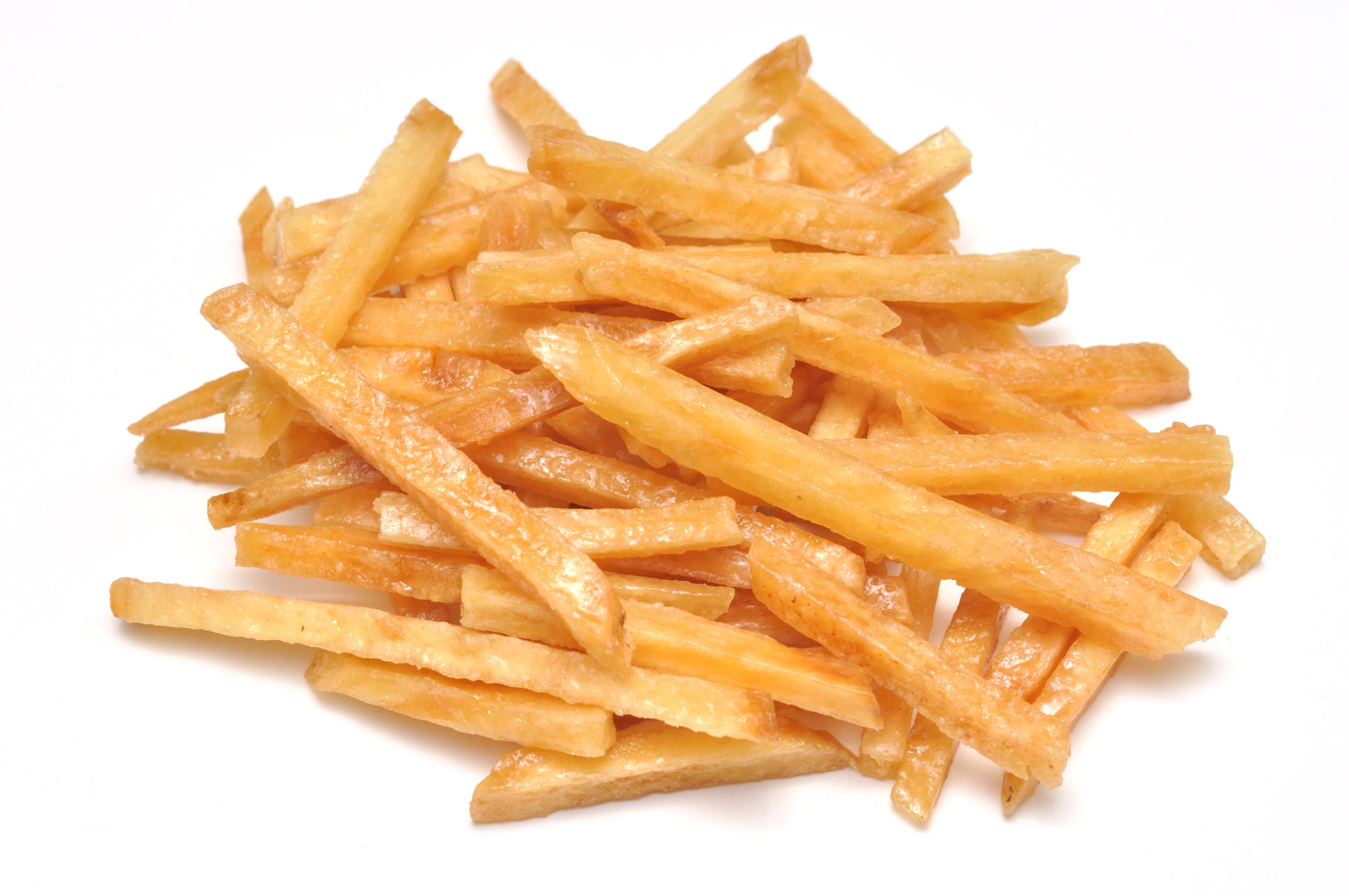
芋けんぴ

芋ケンピ（いもけんぴ、芋けんぴ）は、サツマイモを短冊状に切り、植物油で揚げ、砂糖を絡めた和菓子。揚げ菓子の一つ。

## 特徴
高知県の名物菓子として一般的に知られている。高知県に平安時代から伝わる郷土菓子に小麦粉を使った干菓子のけんぴ（ケンピ、堅干）がある。干菓子の堅干（けんぴ）とは主原料も製法も全く異なるが形状や質感が似ていることから「けんぴ」の名前の由来になったともいわれている。鹿児島県などではかりんとうに似た形状から芋かりんとうと呼ばれている。「芋ケンピ」は土佐弁である。
砂糖のコーティングにより表面は生の状態より硬い食感になっており、容易に折れやすいものの歯応えがある。表面に胡麻を和えるものも多い。形状や調理法はフライドポテトと類似しているが、もっぱら菓子として食され、フライドポテトのように料理の付け合わせや食材として利用されることは少ない。

## 派生
けずり芋（けずりいも）
けずり芋（商品）は、芋を薄く削った新食感の芋ケンピである。これを開発したのは喫茶店「利休」を運営する夫妻である。「高知家のうまいもの大賞2017」では「けずり芋 荒けずり（利休）」が大賞を受賞した。
芋けんぴサンダー（いもけんぴさんだー）
2020年12月より「ブラックサンダー」シリーズから芋ケンピ味が登場した。
とさけんぴ
高知をPRするマスコットとして登場。
『芋けんぴは恋を呼ぶ』（いもけんぴはこいをよぶ）
杉しっぽの漫画作品。